# Mexicaans triumviraat van 1829
Het Mexicaans triumviraat van 1829 (officieel: Supremo Poder Ejecutivo Provisional) bestuurde Mexico van 23 december 1829 tot 1 januari 1830.
Het triumviraat werd ingesteld na de omverwerping van interim-president José María Bocanegra. Deze was aangewezen door Vicente Guerrero. Zowel Guerrero en Bocanegra werden ervan beschuldigd hun macht te misbruiken en een burgeroorlog uit te lokken. Tegenstanders riepen het plan van Jalapa uit, waar het leger zich bij aansloot. Het congres besloot een tijdelijk triumviraat aan te wijzen om het land te besturen. De grondwet scheef voor dat in ieder geval Pedro Vélez, de voorzitter van het hooggerechtshof daarvan deel uit moest maken. Als andere twee leden werden Lucas Alamán en Luis de Quintanar, militair bevelhebber van Mexico-Stad aangewezen.
Bij de eerste zitting van het Congres in 1830 werd Anastasio Bustamante tot president benoemd en hield het triumviraat op te bestaan.